# Legitimerad legend
Legitimerad legend var en musikalisk utmärkelse som instiftades 2012 av Mikael Ramel och Wille Crafoord, och som delades ut åren 2012 till 2019.
Utmärkelsen, som enligt statuterna skall tilldelas "en sedan länge väletablerad konstnär inom text och musik", tillföll 2012 de båda instiftarna.

## Mottagare
- 2013 – Claes Janson
- 2014 – Monica Törnell[1]
- 2015 – Ronnie Gardiner och Bosse Skoglund
- 2016 – Kjell Höglund
- 2017 – Merit Hemmingson[2]
- 2018 – Ale Möller
- 2019 – Mats Öberg